# Анна Елизабет Луиза фон Бранденбург-Швет
Анна Елизабет Луиза фон Бранденбург-Швет (на немски: Anna Elisabeth Luise von Brandenburg-Schwedt; * 22 април 1738, Швет на Одер; † 10 февруари 1820, Берлин) от род Хоенцолерн, е маркграфиня, принцеса от Бранденбург-Шведт и чрез женитба принцеса на Прусия.

## Живот
Тя е втората дъщеря на маркграф Фридрих Вилхелм фон Бранденбург-Швет (1700 – 1771) и съпругата му принцеса София Доротея Мария Пруска (1719 – 1765), сестра на крал Фридрих Велики, дъщеря на пруския крал Фридрих Вилхелм I (1688 – 1740) и София Доротея фон Брауншвайг-Люнебург (1687 – 1757).
Анна Елизабет Луиза се омъжва на 27 септември 1755 г. в дворец Шарлотенбург за чичо си принц Август Фердинанд Пруски (* 23 май 1730, Берлин; † 2 май 1813, Берлин), най-малкият син на пруския крал Фридрих Вилхелм I и принцеса София Доротея, дъщеря на английски крал Джордж I.
Анна Елизабет Луиза умира на 10 февруари 1820 г. в Берлин на 81 години и е погребана в Берлинската катедрала.

## Деца
Анна Елизабет Луиза и Август Фердинанд Пруски имат децата:
- Фридерика Елизабет Доротея Хенриета Амалия (* 1 ноември 1761, Магдебург; † 28 август 1773, Берлин)
- Фридрих Хайнрих Емил Карл (* 20 октомври 1769, Берлин; † 8 декември 1773, дворец Фридрихсфелде)
- Фридерика Доротея Луиза Филипина (* 24 май 1770, Берлин; † 7 декември 1836, Берлин), омъжена на 17 март 1796 г. в Берлин за княз Антон Радзивил (* 13 юни 1775; † 7 април 1833)
- Фридрих Кристиан Хайнрих Лудвиг (* 11 ноември 1771, дворец Фридрихсфелде; † 8 октомври 1790, Берлин)
- Фридрих Лудвиг Фердинанд Кристиан (* 18 ноември 1772, дворец Фридрихсфелде; † 10 октомври 1806, в битка при Залфелд); има пет извънбрачни деца
- Фридрих Паул Хайнрих Август (* 29 ноември 1776, дворец Фридрихсфелде; † 2 декември 1776, дворец Фридрихсфелде)
- Фридрих Вилхелм Хайнрих Август (* 19 септември 1779, дворец Фридрихсфелде; † 19 юли 1843, Бромберг); има 11 извънбрачни деца

Децата ѝ, освен последното ѝ дете Август Пруски (1779 – 1843), се предполага, вероятно са от пруския генерал-лейтенант граф Фридрих Вилхелм Карл фон Шметау (1743 – 1806).